# Megalyn Echikunwoke
Megalyn Echikunwoke (ur. 28 maja 1983 w Spokane w stanie Waszyngton) – amerykańska aktorka. Jej ojciec był Nigeryjczykiem, a matka Amerykanką. Po śmierci ojca, matka wraz z Megalyn i jej braćmi przeniosła się do rezerwatu Indian Nawaho w Chinle w stanie Arizona.
W 2002 roku zagrała Nicole Palmer w serialu 24. Ma na swoim koncie występy m.in. w serialach: Ostry dyżur, Buffy, Boston Public, Nie z tego świata, 4400, Różowe Lata 70.